# Aerodactyl
Aerodactyl és una de les espècies que apareixen a la franquícia Pokémon. És de tipus roca i tipus volador. El seu nom és una combinació dels mots anglesos aero (‘aeri’) i pterodactyl (‘pterodàctil’). Aerodactyl va aparèixer per primera vegada a Pokémon Red i Pokémon Blue.
A l'anime Pokémon, Aerodactyl apareix per vegada a l'episodi Attack of the Prehistoric Pokémon. Una fotografia d'aquest Pokémon, presa per Todd Snap, es pot veure a Pokémon Paparazzi. Un exemplar d'Aerodactyl surt a la pel·lícula Pokémon Heroes, juntament amb Kabutops, contra Ash Ketchum i Latias. Altres fòssils d'Aerodactyl tornen a la vida als episodis Putting the Air Back in Aerodactyl, que forma part de la sèrie Pokémon Chronicles, així com a Wild in the Streets!.
És considerat un Pokémon versàtil en les batalles competitives de Pokémon gràcies a la seva capacitat ofensiva i la seva resistència contra alguns tipus d'atacs comuns. Els entrenadors solen fer-lo servir amb un rol ofensiu, ja sigui amb una varietat d'atacs diferents o concentrant-se en un de sol.
Aerodactylus scolopaciceps, una espècie de pterosaure, fou anomenada en honor d'Aerodactyl.